# Liste der Naturdenkmale in St. Ingbert
Die Liste der Naturdenkmale in St. Ingbert nennt die auf dem Gebiet der Stadt St. Ingbert im Saarpfalz-Kreis im Saarland gelegenen Naturdenkmale.

## Naturdenkmale
| Bild                          | Bezeichnung                        | Ort                                                                                    | Beschreibung                                      | Art                         | Nr.                             |
| ----------------------------- | ---------------------------------- | -------------------------------------------------------------------------------------- | ------------------------------------------------- | --------------------------- | ------------------------------- |
| Fotos hochladen               | Blutbuche                          | St. Ingbert 49° 17′ 21,2″ N, 7° 6′ 34,8″ O)                                            | Elstersteinpark                                   | Fagus sylvatica f. purpurea | ND-297-SPK-IGB (ex: D 6.03.01)  |
| Fotos hochladen               | Eibe KiTa Elstersteinpark          | St. Ingbert 49° 17′ 18,1″ N, 7° 6′ 39,6″ O)                                            | Elstersteinpark, zwischen Altersheim und DRK-Heim | Taxus baccata               | ND-298-SPK-IGB (ex: D 6.03.03)  |
| Fotos hochladen               | Eibe Klinik Elstersteinpark        | St. Ingbert 49° 17′ 16,8″ N, 7° 6′ 35,7″ O)                                            | Elstersteinpark, hinter DRK-Heim                  | Taxus baccata               | ND-299-SPK-IGB (ex: D 6.03.04)  |
| BW                            | Eibengruppe Klinik Elstersteinpark | St. Ingbert 49° 17′ 17,6″ N, 7° 6′ 36″ O)                                              | Elstersteinpark, hinter DRK-Heim                  | Taxus baccata               | ND-300-SPK-IGB (ex: D 6.03.05)  |
| BW                            | Platane Drahtwerk                  | St. Ingbert 49° 16′ 30,1″ N, 7° 6′ 8,3″ O)                                             | Seitenweg Alleestraße                             | Platanus                    | ND-301-SPK-IGB (ex: D 6.03.06)  |
| BW                            | Silberahorn Drahtwerk              | St. Ingbert 49° 16′ 29″ N, 7° 5′ 58,6″ O)                                              | 2000 gelöscht.                                    |                             | ND-302-SPK-IGB (ex: D 6.03.07)  |
| BW                            | Ginkgo                             | St. Ingbert 49° 16′ 17,4″ N, 7° 5′ 29,9″ O)                                            | ehemaliges Krämersches Schlösschen                | Ginkgo biloba               | ND-303-SPK-IGB (ex: D 6.03.08)  |
| BW                            | Platane Alte Schmelz               | St. Ingbert Alte Schmelz 52 49° 16′ 30,9″ N, 7° 6′ 0,4″ O)                             |                                                   | Platanus                    | ND-304-SPK-IGB (ex: D 6.03.09)  |
| Fotos hochladen               | Winterlinde Josefstaler Straße     | St. Ingbert Josefstaler Straße 49° 16′ 57,9″ N, 7° 6′ 49,7″ O)                         |                                                   | Tilia cordata               | ND-305-SPK-IGB (ex: D 6.03.10)  |
| BW                            | Rotbuche IGB                       | St. Ingbert 49° 16′ 55,1″ N, 7° 5′ 11″ O)                                              | 2000 gelöscht.                                    |                             | ND-306-SPK-IGB (ex: D 6.03.11)  |
| BW                            | Stieleiche Rohrbach                | St. Ingbert 49° 17′ 34,7″ N, 7° 9′ 27,1″ O)                                            | "Gebrannter Wald"                                 | Quercus robur               | ND-307-SPK-IGB (ex: D 6.03.12)  |
| Fotos hochladen               | Horstebrunnen                      | St. Ingbert Hassel 49° 15′ 41,7″ N, 7° 8′ 7,4″ O)                                      |                                                   |                             | ND-308-SPK-IGB (ex: D 6.03.13)  |
| Fotos hochladen               | "Christkönigsbrunnen"              | St. Ingbert Hassel 49° 15′ 43,8″ N, 7° 8′ 7,8″ O)                                      |                                                   |                             | ND-309-SPK-IGB (ex: D 6.03.14)  |
| BW                            | Quelle                             | St. Ingbert Oberwürzbach 49° 15′ 25,3″ N, 7° 6′ 56,3″ O)                               |                                                   |                             | ND-310-SPK-IGB (ex: D 6.03.15)  |
| BW                            | Winterlinde Oberwürzbach           | St. Ingbert Oberwürzbach 49° 14′ 36″ N, 7° 8′ 25,9″ O)                                 |                                                   | Tilia cordata               | ND-311-SPK-IGB (ex: D 6.03.16)  |
| mehr Fotos \| Fotos hochladen | "Eichertsfels" mit Höhlen          | St. Ingbert Oberwürzbach 49° 15′ 1,8″ N, 7° 8′ 52,8″ O)                                | Felsformation mit mehreren Höhlen                 |                             | ND-312-SPK-IGB (ex: D 6.03.17)  |
| mehr Fotos \| Fotos hochladen | "Der Stiefel"                      | St. Ingbert Sengscheid 49° 15′ 31,2″ N, 7° 5′ 42″ O)                                   | Buntsandsteinfelsen mit eigenartiger Form         |                             | ND-313-SPK-IGB (ex: D 6.03.18)  |
| BW                            | Walnussbaum                        | St. Ingbert Sengscheid St. Ingberter Straße/Grumbachweg 49° 15′ 19,1″ N, 7° 6′ 1,1″ O) | 1999 gelöscht.                                    |                             | D-314-SPK-IGB (ex: D 6.03.19)   |
| BW                            | 2 Eichen                           | St. Ingbert 49° 17′ 15,5″ N, 7° 6′ 34,3″ O)                                            |                                                   |                             | ND-340-SPK-IGB                  |
| Fotos hochladen               | 4 Traubeneichen                    | St. Ingbert 49° 17′ 21,7″ N, 7° 6′ 41,5″ O)                                            |                                                   |                             | ND-341-SPK-IGB                  |
| Fotos hochladen               | Traubeneiche                       | St. Ingbert 49° 17′ 22″ N, 7° 6′ 43,8″ O)                                              |                                                   |                             | ND-342-SPK-IGB                  |
| Fotos hochladen               | 1 Traubeneiche                     | St. Ingbert 49° 17′ 16,3″ N, 7° 6′ 32″ O)                                              |                                                   |                             | ND-343-SPK-IGB                  |
| BW                            | 1 Eiche                            | St. Ingbert 49° 17′ 19,5″ N, 7° 6′ 33,6″ O)                                            |                                                   |                             | ND-344-SPK-IGB                  |
| Fotos hochladen               | Schindtaler Felsen                 | St. Ingbert 49° 14′ 35,6″ N, 7° 8′ 10,2″ O)                                            |                                                   |                             | ND-345-SPK-IGB                  |
| Fotos hochladen               | 1 Tulpenbaum                       | St. Ingbert 49° 17′ 22,5″ N, 7° 6′ 37,2″ O)                                            |                                                   |                             | ND-346-SPK-IGB (ex: D 6.03.02?) |
| BW                            | 1 Blutbuche                        | St. Ingbert 49° 17′ 15,9″ N, 7° 6′ 40,5″ O)                                            |                                                   |                             | ND-347-SPK-IGB                  |
| Fotos hochladen               | 1 Baumhasel                        | St. Ingbert 49° 16′ 21″ N, 7° 6′ 54,9″ O)                                              |                                                   |                             | ND-348-SPK-IGB                  |
| Fotos hochladen               | 1 Eiche                            | St. Ingbert 49° 17′ 18″ N, 7° 6′ 40,5″ O)                                              |                                                   |                             | ND-349-SPK-IGB                  |
| BW                            | 1 Rosskastanie                     | St. Ingbert 49° 16′ 47,2″ N, 7° 9′ 31,6″ O)                                            |                                                   |                             | ND-350-SPK-IGB                  |
| BW                            | 1 Platane                          | St. Ingbert 49° 15′ 11,8″ N, 7° 10′ 33,2″ O)                                           |                                                   |                             | ND-351-SPK-IGB                  |
| BW                            | Fels am Laichweihertal             | St. Ingbert 49° 15′ 11,8″ N, 7° 8′ 52,4″ O)                                            |                                                   |                             | ND-352-SPK-IGB                  |